# Изследвания на пола
Изследванията на пола (на английски: Gender Studies, други преводи на български са „науки за пола“, „науки за пола и рода“, също така „родови изследвания“, както и „изследвания на социалния и културния пол“, „социални и културни изследвания на пола“, както и всички други появили се или предстоящи да се появят интерпретации на термина на английски gender) е интердисциплинарна академична дисциплина, посветена на анализа на половата идентичност и половото представителство. Изследванията на пола произхождат от областта на изследванията на жените, засягащи жените, феминизма, джендъра и политиката. Полето сега се припокрива с куиър изследванията и изследванията на мъжете. Издигането му до известност, особено в западните университети след 1990 г., съвпада с възхода на деконструкцията.
Дисциплините, които често допринасят за изследванията на пола, включват областите на литературата, езикознанието, социално-икономическата география, историята, политическите науки, археологията, икономиката, социологията, психологията, антропологията, киното, музикологията, медийните изследвания, човешкото развитие, правото, общественото здравеопазване и медицината. Изследванията на пола също анализират как расата, етническата принадлежност, географското положение, социалната класа, националността и инвалидността се пресичат (т. нар. междусекторност) с категориите „джендър“ и „сексуалност“. В изследванията на пола терминът „джендър“ често се използва за обозначаване на социалните и културни конструкции на мъжествеността и женствеността, а не на биологичните аспекти на мъжкия или женския пол; това мнение обаче не се поддържа от всички учени в тази сфера.
Полът като джендър е присъстващ в много дисциплини, като литературната теория, драматургията, филмовата теория, теорията на перформативността, историята на съвременното изкуство, антропологията, социологията, социолингвистиката и психологията. Тези дисциплини понякога се различават в подходите си за това как и защо се изучава джендър. В политиката джендърът може да се разглежда като основен дискурс, който политическите актьори използват, за да се позиционират по различни въпроси. Изследванията на пола също са дисциплина сама по себе си, включваща методи и подходи от широк спектър от дисциплини.
Много области започват да разглеждат „джендър“ като практика, към която понякога се отнасят като към нещо перформативно. Феминистката теория на психоанализата, артикулирана главно от Юлия Кръстева и Брача Етингър, и вдъхновена както от Зигмунд Фройд, Жак Лакан, така и от теорията на обектните отношения, е много влиятелна в изследванията на джендър.

## Влияния

### Психоаналитична теория
Редица теоретици са повлияли значително върху областта на изследванията на пола, особено по отношение на психоаналитичната теория. Сред тях са Зигмунд Фройд, Жак Лакан, Юлия Кръстева и Брача Етингър. Полът, изследван под призмата на всеки от тези теоретици, изглежда малко по-различен. В една система на Фройд жените са „осакатени и трябва да се научат да приемат липсата на пенис„ (по термините на Фройд „деформация“). Лакан обаче организира женствеността и мъжествеността според различни несъзнавани структури. И мъжете, и жените участват във „фалическата“ организация, а женската страна на сексуалността е „допълнителна“, а не противоположна или допълваща. Лакан използва концепцията за сексуализация (сексуална ситуация), която постулира развитието на половите роли и ролевата игра в детството, за да се противопостави на идеята, че половата идентичност е вродена или биологично определена. Според Лакан сексуалното определяне на индивида има толкова, ако не и повече, общо с развитието на полова идентичност, както това да бъдеш генетично сексуален мъж или жена.
Кръстева твърди, че патриархалните култури, както и индивидите, трябва да изключат майчиното и женското, за да могат да се появят. Брача Етингър трансформира субективността в съвременната психоанализа от началото на 90-те години на 20 век с матриксиалния женско-майчин и прематеричен Ерос на гранично свързване (bordureliance), гранично пространство (bordurespacement) и съвместно появяване. Матричната женска разлика определя конкретен поглед и е източник на транс-субективност и трансективност, както при мъжете, така и при жените. Етингър преосмисля човешкия субект, както е информиран от архаичната връзка с майчиното, и предлага идеята за сложността на Деметра-Персефона.

#### Феминистка психоаналитична теория
Феминистки теоретици като Джулиет Мичъл, Нанси Чодороу, Джесика Бенджамин, Джейн Галъп, Брача Етингър, Шошана Фелман, Гризелда Полок, Люс Иригаре и Джейн Флакс са разработили феминистка психоанализа и твърдят, че психоаналитичната теория е жизненоважна за феминистката проект и трябва, подобно на други теоретични традиции, да бъде критикувана от жените, както и трансформирана, за да го освободи от следите от сексизъм (т.е. да бъде цензурирана). Шуламит Файърстоун в „Диалектиката на пола“ нарича фройдизма заблуден феминизъм и обсъжда как фройдизмът е почти напълно точен, с изключение на един съществен детайл: навсякъде, където Фройд пише „пенис“, думата трябва да бъде заменена с „мощ“.
Критици като Елизабет Грос обвиняват Жак Лакан в поддържане на сексистката традиция в психоанализата. Други, като Джудит Бътлър, Брача Етингър и Джейн Галъп използват работата на Лакан, макар и по критичен начин, за да развият изследванията на пола. Според Дж. Б. Марчанд „Изследванията на пола и киуър теорията са доста неохотни, враждебни към психоаналитичния подход.“ За Жан-Клод Гийбо изследванията на пола (и активистите на сексуалните малцинства) са „обсадени“ и разглеждат психоанализата и психоаналитиците като „новите свещеници, последните защитници на гениталната нормалност, морал, морализъм или дори мракобесие“.
Притесненията на Джудит Бътлър относно психоаналитичната перспектива, според която сексуалната разлика е „неоспорима“ и патологизирането на всяко усилие да се внуши, че тя не е толкова първостепенна и недвусмислена. Според Даниел Боне и Катерина Реа изследванията на пола „често критикуват психоанализата за увековечаване на патриархален семеен и социален модел, основан на твърда и вечна версия на родителския ред”.

### Литературна теория
Психоаналитично ориентираният френски феминизъм през цялото време се фокусира върху визуалната и литературната теория. Наследството на Вирджиния Улф, както и „призивът на Ейдриън Рич за ревизии на литературни текстове от страна на жените, а също и на историята, подтикна поколение феминистки автори да отговорят със свои собствени текстове“. Гризелда Полок и други феминистки артикулират Мита и поезията и литературата от гледна точка на пола.

### Постмодерно влияние
Появата на постмодернистичните теории повлиява на изследванията на пола, причинявайки движение в теориите за  половата идентичност далеч от концепцията за фиксираната или есенциалистка полова идентичност към постмодерна, флуидна идентичност или множество идентичности. Въздействието на постструктурализма и неговия литературно-теоретичен аспект постмодернизъм върху изследванията на пола е най-видно в предизвикателството на големите разкази. Постструктурализмът проправя пътя за появата на куиър теория в изследванията на пола, което налага полето да разшири обхвата си до сексуалността. В допълнение към разширяването за включване на изследвания на сексуалността под влиянието на постмодернистичните изследвания на пола също насочват обектива си към изследванията на мъжествеността, благодарение на работата на социолози и теоретици като Р.У. Конъл, Майкъл Кимъл и E. Антъни Ротундо. Тези промени и разширения водят до някои спорове в областта, като този между феминистките от втората вълна и куиър теоретиците. Линията, очертана между тези два лагера, се крие в проблема, както го виждат феминистките, на куиър теоретиците, които твърдят, че всичко е фрагментирано и няма не само големи разкази, но и тенденции или категории. Феминистките твърдят, че това изтрива категориите на пола като цяло, но не прави нищо, за да антагонизира динамиката на властта, овеществена от пола. С други думи фактът, че полът е социално конструиран, не отменя факта, че има слоеве на потисничество между половете.

## История
Обособяването на областта е академичен резултат от утвърждаването на феминизма през 60-те и 70-те години на 20 век и начина, по който съществуващите дотогава теории в социалните науки са критикувани заради липсата на видимост на женския опит и гледна точка, както и заради безкритичното приемане на йерархичните отношения между половете.
Понастоящем многобройни университети в цял свят предлагат магистърски и докторски програми по Изследвания на пола.

## Теоретични подходи
Развитието на изследванията на пола е тясно свързано с развитието на феминистката теория. Основополагащо за областта е твърдението на Симон дьо Бовоар, че „човек не се ражда жена, а става такава“, което утвърждава социално-конструктивисткото разбиране за пола. Макар да е утвърдено и до днес, то не е единствено и не по-малко влиятелни са например психоаналитичното разбиране за пола на Жак Лакан, Люс Иригаре, Юлия Кръстева и други, както и постмодерната визия за пола като перформативен.
През 1985 г. историчката Джоан Скот обособява три теоретични подхода в изследванията на пола – теория на патриархата, марксистки подход и психоаналитичен (тук се включват френския постструктуралистки подход и англо-американския теоретичен подход на обектните отношения).
През 1990 г. Джудит Бътлър прекроява полето с фундаменталния си труд „Безпокойствата около родовия пол“ и критиката си на разграничението биологичен – социален пол (sex-gender).
През 21 век един от най-утвърдените подходи е теорията на пресечностите, която наред със значението на пола отчита и взаимоотношението му с категориите класа, раса и етнос за конституиране на социалните взаимоотношения между половете.